# Кан (володар Пархе)
Кан (кор. 강, 康, Gang, Kang); ім'я при народженні Тесиннін (кор. 대숭린, 大嵩璘, Dae Sung-rin, Tae Sung-rin; пом. 809) — корейський правитель, шостий володар (тійо) держави Пархе.
Був молодшим сином Мун-вана.
За його правління розвивались торгові зв'язки з Японією та китайською династією Тан.